# Frasch-proces

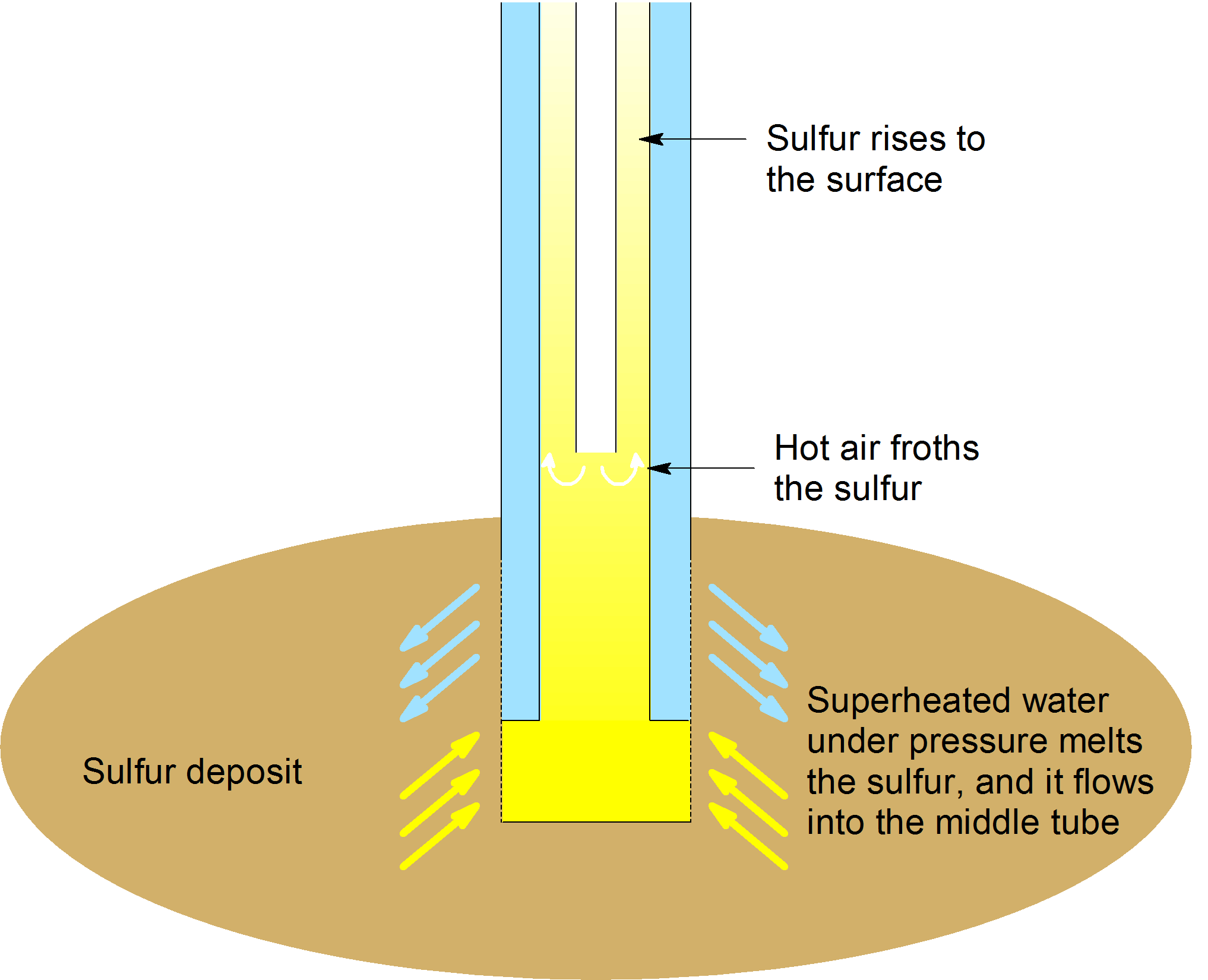
Schema van het Frasch-proces

Het Frasch-proces is een methode om zwavel uit de diepere ondergrond te winnen.
Bij het Frasch-proces wordt een schacht in de ondergrond geboord, waarin drie concentrische pijpen worden gebracht. Men brengt water/stoom van 165 °C in de pijp, waardoor de zwavel smelt. Via perslucht komt de vloeibare zwavel naar boven en wordt het in vloeibare vorm getransporteerd.
Het proces is genoemd naar zijn bedenker, Herman Frasch.